# 小行星9800
小行星9800（英語：9800）是一颗围绕太阳公转的小行星。1997年3月4日，小林隆男在大泉天文台发现了此天体。
这颗小行星的绝对星等为170.26394等。